# Mathieu Schiffman
Pour les articles homonymes, voir Schiffman.
Mathieu Schiffman est un acteur et assistant réalisateur français.

## Biographie
Il est le fils de Suzanne Schiffman, le frère de Guillaume Schiffman et l’oncle de Nemo Schiffman.

## Filmographie
- 1970 : L'Enfant sauvage de François Truffaut : Mathieu[1]
- 1970 : Out 1 : Noli me tangere de Jacques Rivette et Suzanne Schiffman : un jeune garçon
- 1978 : La Clé sur la porte d'Yves Boisset : Vincent[2]
- 1980 : Les Sous-doués de Claude Zidi : l'écolo
- 1981 : Garde à vue de Claude Miller : Le fils Berthier
- 1981 : Une robe noire pour un tueur de José Giovanni
- 1981 : Asphalte de Denis Amar
- 1982 : Le Pont du Nord de Jacques Rivette : un hongrois
- 1982 : Casting d'Arthur Joffé
- 1984 : La Diagonale du fou de Richard Dembo : un journaliste
- 1984 : Les Nuits de la pleine lune d’Éric Rohmer : l'ami décorateur de Louise
- 1985 : Rouge-gorge de Pierre Zucca : Gilles
- 1986 : Un moment d'inattention (tv) : Pierre
- 1987 : Le Moine et la sorcière de Suzanne Schiffman : le jeune Artaud

### Assistant réalisateur
- 1999 : Innocent
- 2002 : Fais-moi des vacances
- 2002 : Tangos volés
- 2003 : Dédales
- 2003 : Les Marins perdus
- 2004 : Ne quittez pas !
- 2005 : La cloche a sonné
- 2006 : Indigènes
- 2006 : Les Ambitieux
- 2008 : Home
- 2009 : London River
- 2009 : Cinéman
- 2010 : Hors-la-loi
- 2010 : Omar m'a tuer
- 2011 : Beur sur la ville
- 2014 : La voie de l'ennemi
- 2014 : Gemma Bovery
- 2016 : Chocolat
- 2016 : Frantz